# Neuropeltis occidentalis
Neuropeltis occidentalis är en vindeväxtart som beskrevs av Franciscus Jozef Breteler. Neuropeltis occidentalis ingår i släktet Neuropeltis och familjen vindeväxter. Inga underarter finns listade i Catalogue of Life.